# Никольское (Краснинский район)
Нико́льское — село Суходольского сельсовета Краснинского района Липецкой области. Стоит на берегах реки Семенек.
Соединено трассой с селом Суходол.
Возникло в XVII веке. Сначала называлось по речке — Сменка. Согласно документам 1705 года, это было уже село с Никольской церковью. Позже оно стало называться Нико́льское-Семенек (по церкви и реке), затем — просто Никольское.
Сегодня Никольская церковь сохранилась; она расположена на правом берегу Семенека.

## Население
| 2010 |
| ---- |
| 50   |